# De historia plantarum

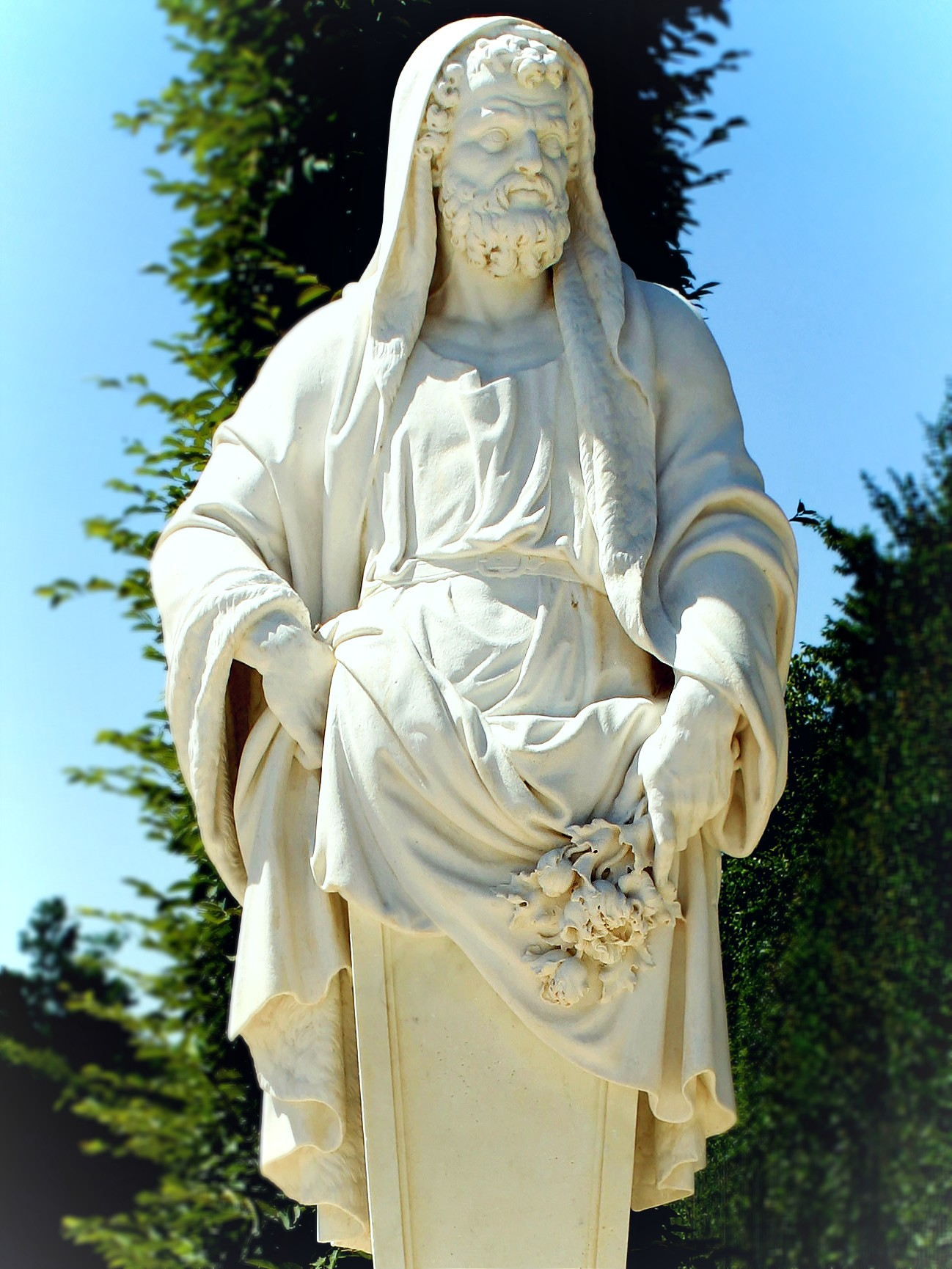
Estatua de Teofrasto, Jardines de Versalles.

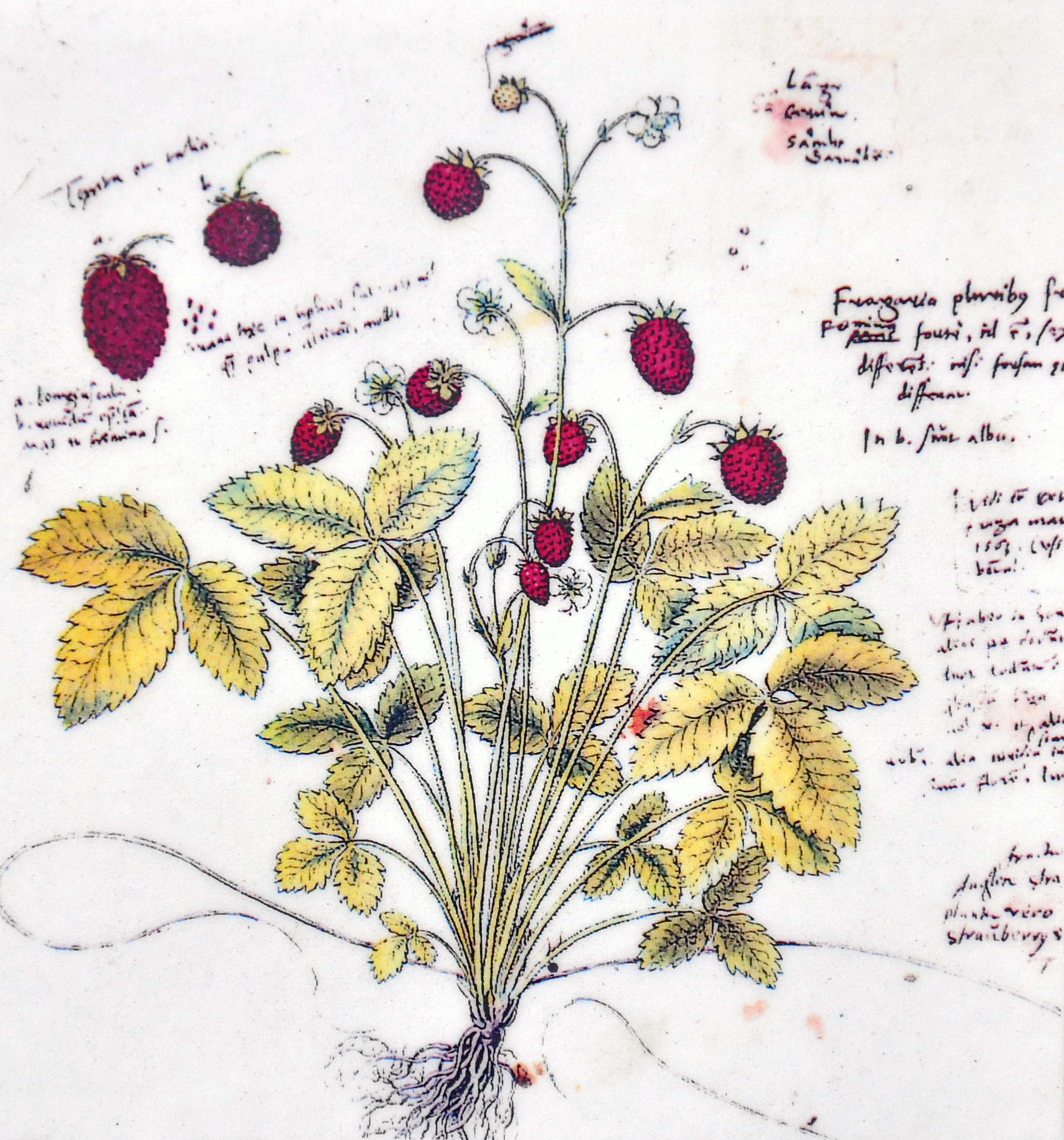
Fragaria vesca en De historia plantarum

La Historia de las plantas (Περὶ φυτικῶν ἱστοριῶν α’-θ’; el título tradicional, en latín, es De historia plantarum) es una de las obras más importantes escritas por Teofrasto (371-286 a. C.) acerca de las plantas y una de las contribuciones más destacadas acerca de la botánica en la Antigüedad y la Edad Media. Teofrasto enumeró unas 500 plantas.
La Historia de las plantas es un tratado que consiste en nueve libros, originalmente eran diez, los cuales están dispuestos en un sistema por el cual las plantas se clasifican de acuerdo a su modo de reproducción, su distribución, su hábito de crecimiento y de acuerdo a sus aplicaciones prácticas, tales como alimenticias y medicinales. El primer libro trata sobre las partes de las plantas, el segundo con la reproducción de las plantas y los momentos y formas de sembrarlas. El tercero, cuarto y quinto tratan sobre los árboles, sus tipos, distribución y aplicaciones prácticas. El sexto libro trata sobre los arbustos y las plantas espinosas. El séptimo, acerca de las plantas herbáceas; mientras que el octavo estudia los cereales. El nóveno y último libro trata acerca de las plantas que producen "jugos" útiles, tales como gomas, resinas y sustancias aplicables a la medicina.
Otra obra de Teofrasto es Sobre las causas de las plantas (Περὶ φυτικῶν αἰτιῶν α’-ς’; el título tradicional, en latín, es De causis plantarum).